# ドリュー・ドーバー
ドリュー・ドーバー（Drew Dober、1988年10月19日 - ）は、アメリカ合衆国の男性総合格闘家。ネブラスカ州オマハ出身。エレベーション・ファイトチーム所属。

## 来歴
ネブラスカ州オマハで生まれ育つ。14歳からムエタイを始めると、アマチュアの全米王者に2度輝くなどの活躍を見せ、ミラードノース高校時代はレスリングで活躍した。

### 総合格闘技
2009年、プロ総合格闘技デビュー。2012年2月にリアリティ番組 「The Ultimate Fighter」シーズン15に参加するも、エリミネーションマッチでダロン・クルックシャンクに0-3の判定で敗れる。その後、ローカル団体で7戦6勝の戦績を残し、UFCとの契約を果たした。

### UFC
2013年11月30日、UFC初参戦となったThe Ultimate Fighter 18 Finaleでショーン・スペンサーと対戦し、0-3の判定負け。
2015年3月21日、UFC Fight Night: Maia vs. LaFlareでレアンドロ・シウバと対戦。ハーフガードを取った際に下からのギロチンチョークで一本負けとなったが、ドーバーはタップをしておらずチョークを外した直後にレフェリーが試合をストップしたため物議を醸し、後日、この試合のレフェリーを務めたエドゥアルド・ハーディーは誤審だったことを認め、ブラジル総合格闘技アスレチック・コミッション（CABMMA）によって裁定がノーコンテストに変更された。
2018年1月27日、UFC on FOX 27でフランク・カマチョと対戦し、3-0の判定勝ち。ファイト・オブ・ザ・ナイトを受賞した。
2020年1月18日、UFC 246でナスラット・ハクパラストと対戦。ローキックに合わせたカウンターの左ストレートでダウンを奪い、パウンドで1RKO勝ち。パフォーマンス・オブ・ザ・ナイトを受賞した。
2020年5月13日、UFC Fight Night: Smith vs. Teixeiraでライト級ランキング15位のアレクサンダー・ヘルナンデスと対戦し、スタンドパンチ連打で2RTKO勝ち。2試合連続のパフォーマンス・オブ・ザ・ナイトを受賞した。
2021年3月6日、UFC 259でライト級ランキング14位のイスラム・マカチェフと対戦し、肩固めで3R一本負け。
2021年6月12日、UFC 263でブラッド・リデルと対戦し、0-3の判定負け。敗れはしたものの、ファイト・オブ・ザ・ナイトを受賞した。
2022年7月30日、UFC 277でハファエル・アウベスと対戦し、左ボディブローで3RTKO勝ち。パフォーマンス・オブ・ザ・ナイトを受賞した。
2022年12月17日、UFC Fight Night: Cannonier vs. Stricklandでボビー・グリーンと対戦。グリーンの手数とカウンターを前に劣勢に立たされるも、2Rに左フックで逆転のKO勝ち。ファイト・オブ・ザ・ナイトを受賞した。
2023年10月7日、UFC Fight Night: Dawson vs. Greenでリッキー・グレンと対戦し、左ストレートでダウンを奪いパウンドで1RTKO勝ち。パフォーマンス・オブ・ザ・ナイトを受賞し、これまで1位タイで並んでいたダスティン・ポイエーを抜いてUFCライト級史上最多KO勝利記録を更新した（9勝）。
2024年2月3日、UFC Fight Night: Dolidze vs. Imavovでライト級ランキング13位のヘナート・モイカノと対戦し、0-3の判定負け。
2024年7月13日、UFC on ESPN: Namajunas vs. Cortezでジェアン・シウバと対戦し、3RにドクターストップでTKO負け。敗れはしたものの、ファイト・オブ・ザ・ナイトを受賞した。

## 戦績
| 総合格闘技 戦績 | 総合格闘技 戦績 | 総合格闘技 戦績 | 総合格闘技 戦績 | 総合格闘技 戦績 | 総合格闘技 戦績 | 総合格闘技 戦績 |
| --------------- | --------------- | --------------- | --------------- | --------------- | --------------- | --------------- |
| 43 試合         | (T)KO           | 一本            | 判定            | その他          | 引き分け        | 無効試合        |
| 27 勝           | 14              | 6               | 7               | 0               | 0               | 1               |
| 15 敗           | 4               | 4               | 7               | 0               | 0               | 1               |

| 勝敗 | 対戦相手                     | 試合結果                               | 大会名                                      | 開催年月日     |
| ×    | マヌエル・トーレス           | 1R 1:45 TKO（右ストレート→パウンド）   | UFC Fight Night: Moreno vs. Erceg           | 2025年3月29日  |
| ×    | ジェアン・シウバ             | 3R 1:28 TKO（ドクターストップ）        | UFC on ESPN 59: Namajunas vs. Cortez        | 2024年7月13日  |
| ×    | ヘナート・モイカノ           | 5分3R終了 判定0-3                      | UFC Fight Night: Dolidze vs. Imavov         | 2024年2月3日   |
| ○    | リッキー・グレン             | 1R 2:36 TKO（左ストレート→パウンド）   | UFC Fight Night: Dawson vs. Green           | 2023年10月7日  |
| ×    | マット・フレボラ             | 1R 4:08 TKO（右フック→パウンド）       | UFC 288: Sterling vs. Cejudo                | 2023年5月6日   |
| ○    | ボビー・グリーン             | 2R 2:45 KO（左フック）                 | UFC Fight Night: Cannonier vs. Strickland   | 2022年12月17日 |
| ○    | ハファエル・アウベス         | 3R 1:30 TKO（左ボディブロー）          | UFC 277: Peña vs. Nunes 2                   | 2022年7月30日  |
| ○    | テランス・マッキニー         | 1R 3:17 TKO（パウンド）                | UFC Fight Night: Santos vs. Ankalaev        | 2022年3月12日  |
| ×    | ブラッド・リデル             | 5分3R終了 判定0-3                      | UFC 263: Adesanya vs. Vettori 2             | 2021年6月12日  |
| ×    | イスラム・マカチェフ         | 3R 1:37 肩固め                         | UFC 259: Błachowicz vs. Adesanya            | 2021年3月6日   |
| ○    | アレクサンダー・ヘルナンデス | 2R 4:25 TKO（スタンドパンチ連打）      | UFC Fight Night: Smith vs. Teixeira         | 2020年5月13日  |
| ○    | ナスラット・ハクパラスト     | 1R 1:10 KO（左ストレート→パウンド）    | UFC 246: McGregor vs. Cowboy                | 2020年1月18日  |
| ○    | マルコ・ポーロ・レイエス     | 1R 1:07 TKO（左ストレート→パウンド）   | UFC on ESPN 3: Ngannou vs. dos Santos       | 2019年6月29日  |
| ×    | ベニール・ダリウシュ         | 2R 4:41 トライアングルアームバー       | UFC Fight Night: Lewis vs. dos Santos       | 2019年3月9日   |
| ○    | ジョン・タック               | 5分3R終了 判定3-0                      | UFC Fight Night: Gaethje vs. Vick           | 2018年8月25日  |
| ○    | フランク・カマチョ           | 5分3R終了 判定3-0                      | UFC on FOX 27: Jacare vs. Brunson 2         | 2018年1月27日  |
| ○    | ジョシュ・バークマン         | 1R 3:04 KO（左ストレート）             | UFC 214: Cormier vs. Jones 2                | 2017年7月29日  |
| ×    | オリビエ・オービン＝メルシエ | 2R 2:57 リアネイキドチョーク           | UFC 206: Holloway vs. Pettis                | 2016年12月10日 |
| ○    | ジェイソン・ゴンザレス       | 2R 4:17 TKO（左フック→パウンド）       | UFC 203: Miocic vs. Overeem                 | 2016年9月10日  |
| ○    | スコット・ホルツマン         | 5分3R終了 判定3-0                      | UFC 195: Lawler vs. Condit                  | 2016年1月2日   |
| ×    | エフレイン・エスクデロ       | 1R 0:54 スタンディングギロチンチョーク | UFC 188: Velasquez vs. Werdum               | 2015年6月13日  |
| -    | レアンドロ・シウバ           | 2R 2:45 ノーコンテスト（誤審）         | UFC Fight Night: Maia vs. LaFlare           | 2015年3月21日  |
| ○    | ジェイミー・ヴァーナー       | 1R 1:52 リアネイキドチョーク           | UFC on FOX 13: dos Santos vs. Miocic        | 2014年12月13日 |
| ×    | ニック・ハイン               | 5分3R終了 判定0-3                      | UFC Fight Night: Munoz vs. Mousasi          | 2014年5月31日  |
| ×    | ショーン・スペンサー         | 5分3R終了 判定0-3                      | The Ultimate Fighter 18 Finale              | 2013年11月30日 |
| ○    | トニー・シムズ               | 5分3R終了 判定2-1                      | Fight To Win: Prize Fighting Championship 4 | 2013年10月18日 |
| ○    | TJ・オブライエン             | 2R 3:57 リアネイキドチョーク           | Victory Fighting Championship 40            | 2013年7月27日  |
| ○    | アーロン・デロウ             | 5分3R終了 判定3-0                      | Centurion Fights                            | 2013年3月1日   |
| ○    | ショーン・ウィルソン         | 1R 4:58 リアネイキドチョーク           | Disorderly Conduct 15: Resolution           | 2013年1月26日  |
| ○    | ロベルト・ロハス・ジュニア   | 1R 3:29 リアネイキドチョーク           | Victory Fighting Championship 38            | 2013年7月27日  |
| ×    | ウィル・ブルックス           | 5分3R終了 判定0-3                      | Disorderly Conduct 10: The Yin and The Yang | 2012年8月10日  |
| ○    | テッド・ワージントン         | 3R 1:36 バーバルサブミッション         | Victory Fighting Championship 37            | 2012年4月13日  |
| ○    | ジョーダン・ジョンソン       | 2R 0:30 TKO（パンチ連打）              | Disorderly Conduct 4: Turf War              | 2011年11月4日  |
| ○    | サム・ジャクソン             | 5分3R終了 判定3-0                      | Victory Fighting Championship 35            | 2011年7月30日  |
| ×    | ラミロ・エルナンデス         | 1R 2:29 KO（パウンド）                 | Victory Fighting Championship 34            | 2011年4月1日   |
| ○    | ボビー・クーパー             | 5分3R終了 判定3-0                      | Titan FC 16                                 | 2011年1月28日  |
| ○    | コディ・フランク             | 2R 3:44 TKO（パンチ連打）              | Victory Fighting Championship 33            | 2010年12月11日 |
| ○    | スティーブ・シモンズ         | 3R 1:37 TKO（パンチ連打）              | Fight To Win: The Professionals             | 2010年11月12日 |
| ○    | ジミー・セイペル             | 2R 3:16 TKO（パウンド）                | VFC 32: Dober vs. Seipel 2                  | 2010年7月30日  |
| ○    | ニック・ノルティ             | 1R 4:45 肩固め                         | Bellator 16                                 | 2010年4月29日  |
| ×    | ブランドン・ガーツ           | 5分3R終了 判定0-3                      | VFC 29: The Rising                          | 2009年11月13日 |
| ×    | チェイス・ハケット           | 5分3R終了 判定0-3                      | FTW: Featherweight Grand Prix Final Round   | 2009年9月12日  |
| ○    | フランク・カラバイヨ         | 2R 3:58 TKO（パンチ連打）              | VFC 28: Throwdown                           | 2009年7月24日  |

### グラップリング・柔術
| 勝敗 | 対戦相手                 | 試合結果 | 大会名              | 開催年月日   |
| ×    | ホベルト・サトシ・ソウザ | 一本負け | CBJJ open Sao Paulo | 2005年?月?日 |

## 表彰
- UFCファイト・オブ・ザ・ナイト（4回）
- UFCパフォーマンス・オブ・ザ・ナイト（4回）